# Фрегаты типа «Котор»
Фрегаты типа «Котор» — серия малых фрегатов (сторожевых кораблей), построенных в конце 1980-х для нужд ВМС СФРЮ на Кралевицком судостроительном заводе. Проект разработан Институтом военного кораблестроения в г. Загреб. Основой для проектирования фрегатов послужили советские сторожевые корабли проекта 1159 («Koni» по классификации НАТО). Основные различия между двумя типами заключаются в увеличенной надстройке и размещении пусковых установок противокорабельных ракет на фрегатах типа «Котор». Оба фрегата участвовали в боевых действиях в Хорватии, базируясь в Которском заливе. По состоянию на 2014 год оба фрегата несут службу в составе ВМС Черногории как большие патрульные корабли.

## Описание

### Конструкция
Гладкопалубный корпус изготовлен из стали с умеренными прочностными характеристиками. Все соединения выполнены методом сварки. Для обеспечения непотопляемости корпус разделен водонепроницаемыми переборками на ряд отсеков. Толщина стали, использовавшейся для корпуса кораблей, составляет от 3 до 15 мм, толщина стали для надстройки — от 2 до 10 мм. Для уменьшения бортовой качки на подводной части корпуса смонтированы скуловые кили и неубирающиеся бортовые рули. 
Главная энергетическая установка трёхвальная, дизель-газотурбинная (CODAG) и состоит из одной газовой турбины M8G (мощность 14720 кВт) и двух дизельных двигателей типа Pielstick SEMT 12 PA 6V (мощность от 280 до 3648 кВт). Машинные отделения сдвинуты в корму корабля, чтобы сократить длину гребных валов. Установлено три гребных винта регулируемого шага, центральный винт приводится в действие газовой турбиной, два бортовых винта - дизелями. Возможна совместная работа всех двигателей, хотя газовая турбина используется только при необходимости развить максимальную скорость.
Вспомогательная энергетическая установка включает дизель-генераторы суммарной мощностью 1350 кВт.
Корабль оснащён различными судовыми системами: устройством для размагничивания корабля, двумя опреснителями морской воды, средствами радиосвязи, устройством приёма данных от гидроакустических буйков, оборудованием для подводной связи, пожарными и водоотливными насосами, насосами для перекачки топлива и масла, системой кондиционирования воздуха, галогеновой противопожарной системой и прочими системами.

### Вооружение
Основным оружием фрегатов являются четыре противокорабельные ракеты советского производства типа П-21 или П-22, экспортной модификации ракеты П-15М "Термит" (SS-N-2 Styx по классификации НАТО). Ракеты размещены в четырех однозарядных пусковых установках, установленных по обе стороны от надстройки. 
Масса каждой ракеты составляла 2607 кг при массе фугасно-кумулятивной боеголовки в 480 кг. Дальность полета составляет от 8 до 80 км, при высоте полёта 25-50 м и скорости 0,9 Маха. На ракетах предусмотрена система самонаведения на конечном участке траектории: радиолокационная система на П-21 и инфракрасная система на П-22. На маршевом участке полета действует инерционная система управления. 
Для борьбы с подводными лодками фрегаты вооружены двумя 12-ти зарядными реактивными бомбомётами РБУ-6000, с радиусом действия от 350 до 5500 м, способными поражать цели на глубине до 400 м. Бомбометы установлены в носовой части корабля на выступающей части надстройки, в которой размещены силовые приводы и заряжающие устройства. Общий боекомплект составляет 96 глубинных бомб.
Артиллерийское вооружение кораблей включает спаренную универсальную автоматическую пушку калибром 76,2 мм АК-726 и два 30-мм спаренных зенитных автомата АК-230. Зенитные автоматы установлены на надстройке побортно, что обеспечивает круговой обстрел.
Зенитное вооружение фрегатов включает ракетный комплекс ближнего радиуса действия «Оса» (SA-N-4 Gecko по классификации НАТО). Двухбалочная пусковая установка ЗИФ-122 расположена в кормовой части надстройки и обладает скорострельностью до 2-х выстрелов в минуту. Боекомплект включает 20 зенитных управляемых ракет 9К33. Ракеты могут поражать воздушные цели на высоте от 50 до 6000 м и на расстоянии до 15 км. Возможно применение ракет по надводным целям. 
Ещё одним средством противовоздушной обороны являются две счетверённые пусковые установки МТУ-4 с зенитными ракетами «Стрела-2М», аналогичным применяемым в переносных зенитно-ракетных комплексах. Они совместимы с современными ЗРК MANPADS.
Радиоэлектронное вооружение включает, в основном, устаревшее советское оборудование и некоторые более современные образцы европейского производства. Столь различные компоненты радиоэлектронного оборудования не могут быть интегрированы в один комплекс, поэтому единая боевая информационно-управляющая система отсутствует.
Поиск воздушных и надводных целей ведется с помощью советской радиолокационной станции МР-302 «Рубка» (Strut Curve по классификации НАТО) с радиусом действия 110 км. Для навигационных целей применяется британский навигационный радар RM 1226 Decca. Для управления зенитным ракетным комплектом "Оса" применяется радиолокационная система МПЗ-301 (Pop Group по классификации НАТО). Система включает радиолокационную станцию для наведения ракет и небольшой радар кругового обзора для поиска целей в ближней зоне, Для управления артиллерийским огнём используются шведский радар 9LV-200 MK-2 и советский радар МР-104 «Рысь».
Фрегаты также оснащены гидролокаторами, радиологическими детекторами, лазерными детекторами и средствами обнаружения излучения. Антирадарное покрытие Barricade снижает заметность фрегата на других радарах и уменьшает шансы попадания противокорабельных ракет.

### Применение
Всего было построено два корабля — «Котор» и «Пула», оба несут службу в Военно-морском флоте Черногории. В ходе войны в Хорватии в ноябре 1991 года фрегат P-34 «Pula» под командованием капитана первого ранга Илии Брчича (серб. Ilija Brčič) принял участие в битве в далматинских проливах. В 2014-2015 годах была проведена их реконструкция (в частности, установка вспомогательных двигателей с демонтированного сторожевого корабля VPBR-31 «Split» типа 1159)..

## Список кораблей
| Страна     | Название           | Строитель                                                  | Спущен на воду  | Принят в состав ВМС | Статус  |
| ---------- | ------------------ | ---------------------------------------------------------- | --------------- | ------------------- | ------- |
| Черногория | P-33 (RF-33 Kotor) | Кралевицкий судостроительный завод имени Иосипа Броза Тито | 21 мая 1985     | 29 декабря 1986     | В строю |
| Черногория | P-34 (RF-34 Pula)  | Кралевицкий судостроительный завод имени Иосипа Броза Тито | 18 декабря 1985 | 25 марта 1988       | В строю |